# Роза Шанина
Роза Егоровна Шанина (април 1924 г. – 28 януари 1945 г.) е съветска снайперистка по време на Великата отечествена война. Тя убива 59 германски войници, включително 12 в битката при Вилнюс. Роза се записва доброволно в армията след смъртта на брат си през 1941 г. и избира да бъде стрелец на фронтовата линия. Шанина е известна с уменията си като снайперист и способността си да убива две цели с един куршум, както и с умението си да се прицелва в движещи се цели – способности, които само талантливи снайперисти усвояват. Съюзническите вестници я описват като „скрития ужас на Източна Прусия“. Роза е първата жена снайперист, наградена с Орден на Славата. Тя е убита в бой по време на Източно-Пруската офанзива през 1945 г., когато се опитва да пренесе ранен артилерийски офицер, но е тежко ранена. Тя е била ударена от шрапнел и е починала на следващия ден. По време на службата си на фронта, Роза пише в дневника си за броя на германските жертви и ежедневието на фронта. Дневникът ѝ е публикуван през 1965 г. Тя е пълен кавалер на орден „Слава“.